# Aleksandr Lazoetkin
Aleksandr Ivanovitsj Lazoetkin (Russisch: Александр Иванович Лазуткин) (Moskou, 30 oktober 1957) is een Russisch voormalig ruimtevaarder. Lazoetkin zijn eerste en enige ruimtevlucht was Sojoez TM-25 en begon op 10 februari 1997. Het was een Russische expeditie naar het ruimtestation Mir dat deel uitmaakte van het Sojoez-programma.
In 1992 werd Lazoetkin geselecteerd om te trainen als astronaut. In 2007 verliet hij Roskosmos en ging hij als astronaut met pensioen. 
Lazoetkin ontving in 1998 de eretitel Piloot-Kosmonaut van de Russische Federatie. 